# Dino Crescentini
Dino Crescentini (Città di San Marino, 22 settembre 1947 – Bowmanville, 24 giugno 2008) è stato un bobbista e pilota automobilistico sammarinese.

## Biografia
Fondatore della nazionale di bob di San Marino, partecipò nel 1994 ai XVII Giochi olimpici invernali a Lillehammer nella specialità del bob a due con compagno Mike Crocenzi. Ha inoltre sfilato alla cerimonia d'apertura dei Giochi come portabandiera di San Marino. Trasferitosi negli Stati Uniti, a Detroit, coltivò la sua passione per i motori gareggiando in diversi circuiti.
Il 24 giugno 2008 sul circuito di Mosport Park a Bowmanville in Ontario (Canada), mentre era alla guida della Wolf Dallara Chevrolet guidata da Gilles Villeneuve nel Campionato CanAm 1977, Crescentini ebbe un incidente alla curva 6: a tutta velocità l'auto decollò lungo il rettilineo e planò contro il guardarail. Trasportato nel locale ospedale morì quasi subito per le gravi lesioni riportate. È sepolto a Rochester, in Michigan.